# ルール63

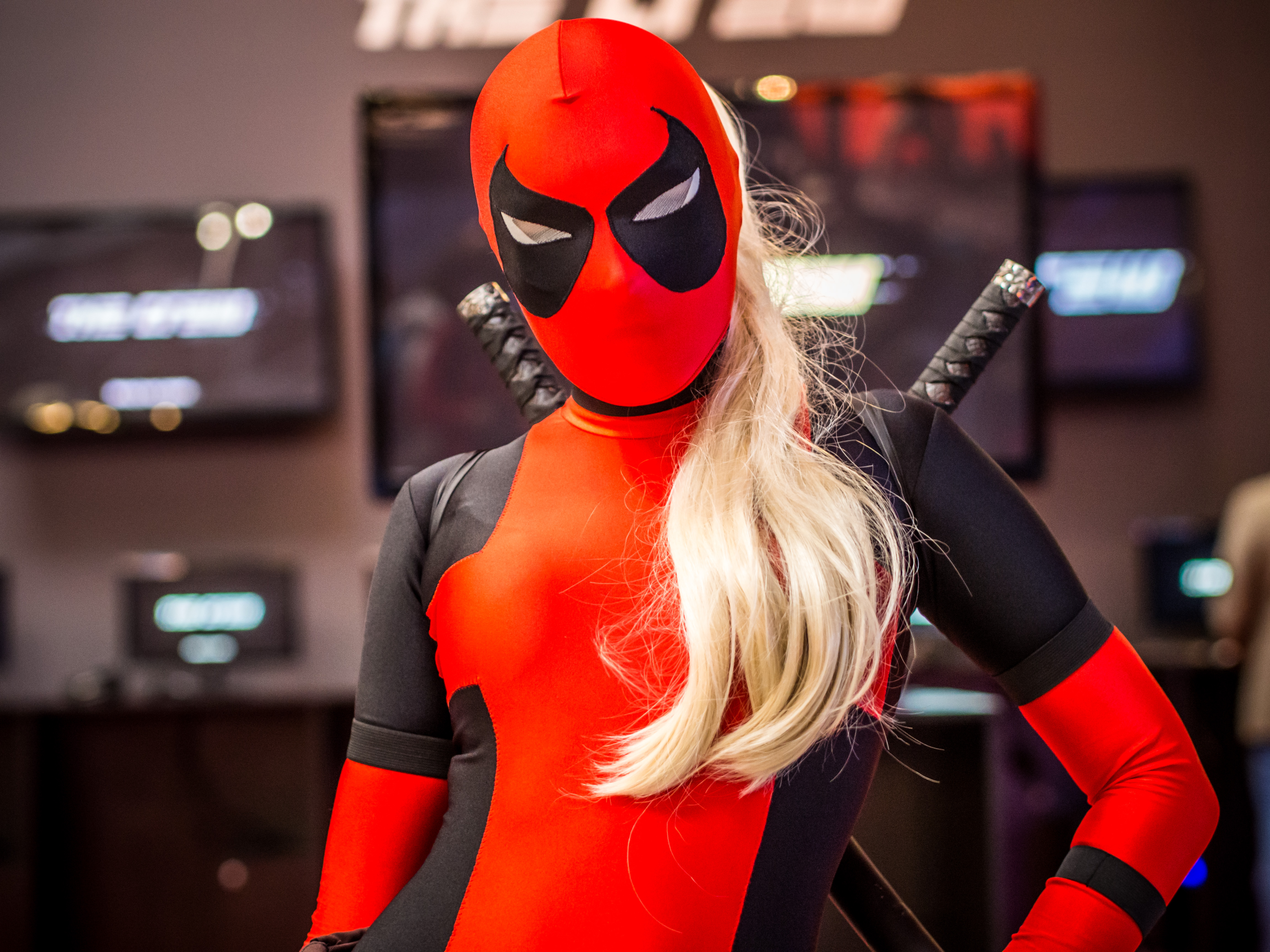
デッドプールの女性版キャラクター「レディ・デッドプール」のコスプレ

ルール63（英語: Rule 63）とは、「すべての男性および女性キャラクターには、性別を入れ替えた（性転換）バージョンが存在する」というインターネット・ミーム。海外の掲示板サイト4chanが発祥とされ、のちに様々な作品のファンへ広まった。
ルール34と同じく「インターネットの規則（Rules of the Internet）」として提唱され、その中でも有名な規則の一つとされる。ただしルール34とは異なり、後で追加された規則のため人によっては含めない場合がある。

## 内容
ルール63は「特定の男性キャラクターには、そのキャラクターの女性バージョンがある」と「特定の女性キャラクターには、そのキャラクターの男性バージョンがある」の2項から成る。ただし女性の男性化は、男性の女性化よりも重要ではないという暗黙の補足が存在する。中性・両性具有や性別が不明な場合、更には人間ではないものでも適用されることがある。また萌え擬人化と重複することもある。
対象は公式が創作した性転換キャラクターと、ファンが創作した二次創作（ファンアート等）やコスプレ（男装・女装、クロスプレイとも）などの非公式な設定の2つに分類される。

## 歴史
このルールが提唱される前の著名な性転換のネット文化の例として、「ブリス化」がある。これは1990年代にカプコンが開発した対戦型格闘ゲームのヴァンパイアに登場する、デミトリ・マキシモフが使用する必殺技ミッドナイトブリスに由来する。この技は相手が男性の場合、キャラクターを女性に変身させてからダメージを与えるという演出がなされており、クロスオーバー作品（例：頂上決戦 最強ファイターズ SNK VS. CAPCOM）を含めたほぼすべての男性キャラクターに女性化させた個別のイラストが用意されている。この演出は人気を博し、登場キャラクターの性別を入れ替えたファンアートを多く産み出しただけでなく、性転換というジャンルを促進したとされる。
2006年ごろから、4chanを中心に「インターネットの規則（Rules of the Internet）」が形成された。この頃の規則は50程度で、例えば2007年2月15日に4chへ投稿された規則ではルール50までが確認できる。その後も規則が追加されていく中で、ルール63は2007年中頃に誕生したとされる。オンライン辞書サイトのUrban Dictionaryには2007年8月8日にユーザーのInternetHateMachineが投稿した紹介記事が存在する。その一方で、同じくUrban Disctionaryに2008年1月18日にユーザーの13375p33kが投稿した規則の記事には100までの規則が羅列されているが、ルール63には別の内容が記述されている。その後インターネットの規則は下火となり風化していったが、ルール63は単独で現在でも使用され続けている。
元々は一部の人間でしか使われないスラングであったが、のちに大衆文化に浸透し「ハリウッドに認められた」と批評されている。また女性コスプレイヤーの中には、男性キャラクターが多いスーパーヒーローを演じることで通常の女性キャラクターにない衣装・装備が身に付けられるとして一定の人気がある。

## 著名な例
公式

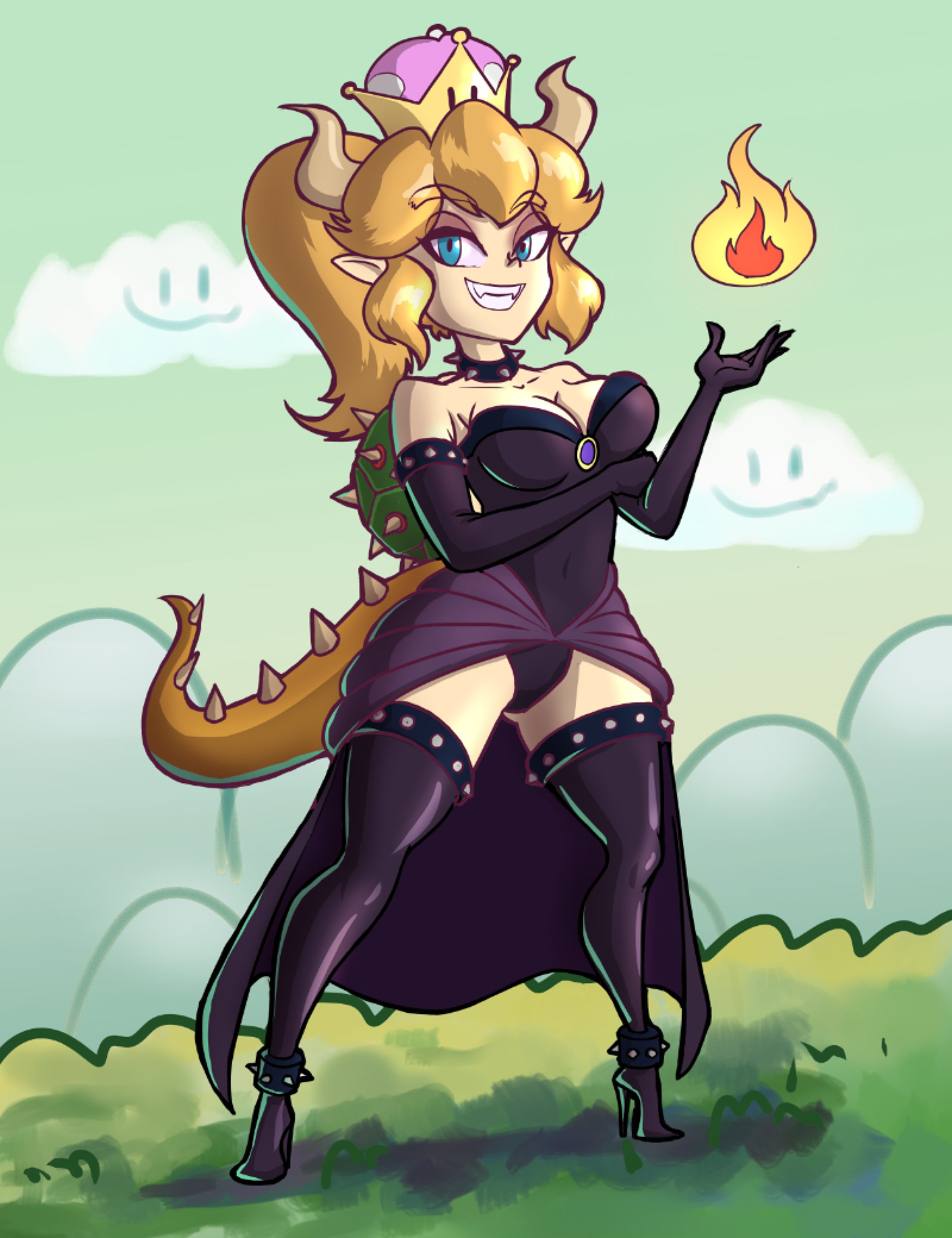
クッパ姫を描いたイラストの一例

- ナンバー・シックス - SFテレビドラマのGALACTICA/ギャラクティカに登場する人間型の機械型生命体サイロンのうち、「セクシーな人間の女性（演：トリシア・エルファー）」に変身している個体。男性的・中性的なキャラクターをあえてセクシーな女性に置き換えることで、性行為（セックス）の比喩（メタファー）をしている。
- ゴーストバスターズ - 実写映画作品。オリジナルの男性メンバーと類似点を持つ女性4人組が登場。ファンの間で用いられていた設定を公式が採用したものだといわれている。
- リンクル - テレビゲームのゼルダの伝説シリーズに登場する男性キャラクターのリンクに似た女性キャラクター。元々は2014年にWii Uで発売されたゼルダ無双にリンクの女性版として登場する予定だったが、途中で廃案になった。後に発売されたニンテンドー3DS版ゼルダ無双（2016年発売）のオリジナルキャラクターとして公式に登場したが、一部のファンは2017年発売のゼルダの伝説 ブレス オブ ザ ワイルドのリンクをリンクルへ変更するMod（非公式の改造）を公開し話題を集めた。これは2014年に公開されたブレス オブ ザ ワイルドの予告映像で登場したキャラクターが、リンクだと明言されていなかったことに起因する。余談だがブレス オブ ザ ワイルド本編ではリンクが女装するシーンがある。

非公式
- クッパ姫 - テレビゲームのスーパーマリオブラザーズシリーズに登場するキャラクターのクッパを、同じく登場する女性キャラクターのピーチ姫に似た姿に変身させた非公式キャラクター。2018年にネット上で流行し、製作元の任天堂に対して公式化を要求する動きもあった。任天堂はこの件に対してはコメントは出していないものの、変身に用いられたアイテムの設定が後に変更されたことにより、公式化する可能性は消滅した。